# Campionati europei a squadre di atletica leggera
I Campionati europei a squadre di atletica leggera (nome ufficiale in inglese European Athletics Team Championships) sono una competizione riservata alle squadre nazionali che si svolge a cadenza biennale in Europa. La prima edizione si è tenuta il 20 e 21 giugno 2009 a Leiria in Portogallo.
La competizione ha sostituito la Coppa Europa di atletica leggera, manifestazione fondata nel 1965. A differenza della vecchia Coppa Europa, per la quale si disputava un'edizione maschile e una femminile, i campionati europei a squadre prevedono un'unica competizione con un solo vincitore.

## Edizioni
| Edizione | Anno | Sede Super League | Sede First League | Sede Second League | Sede Third League | Data                                                                                      |
| -------- | ---- | ----------------- | ----------------- | ------------------ | ----------------- | ----------------------------------------------------------------------------------------- |
| 1        | 2009 | Leiria            | Bergen            | Banská Bystrica    | Sarajevo          | 20 - 21 giugno                                                                            |
| 2        | 2010 | Bergen            | Budapest          | Belgrado           | Marsa             | 19 - 20 giugno                                                                            |
| 3        | 2011 | Stoccolma         | Smirne            | Novi Sad           | Reykjavík         | 18 - 19 giugno                                                                            |
| 4        | 2013 | Gateshead         | Dublino           | Kaunas             | Banská Bystrica   | 22 - 23 giugno                                                                            |
| 5        | 2014 | Braunschweig      | Tallinn           | Riga               | Tbilisi           | 21 - 22 giugno                                                                            |
| 6        | 2015 | Čeboksary         | Candia            | Stara Zagora       | Baku              | 20 - 22 giugno                                                                            |
| 7        | 2017 | Villeneuve-d'Ascq | Vaasa             | Tel Aviv           | Marsa             | 23 - 25 giugno                                                                            |
| 8        | 2019 | Bydgoszcz         | Sandnes           | Varaždin           | Skopje            | 9 - 11 agosto                                                                             |
| 9        | 2021 | Chorzów           | Cluj-Napoca       | Stara Zagora       | Limassol          | 29 - 30 maggio (Super League) 19 - 20 giugno (First, Second e Third League)               |
| Edizione | Anno | Sede 1ª divisione | Sede 1ª divisione | Sede 2ª divisione  | Sede 3ª divisione | Data                                                                                      |
| 10       | 2023 | Chorzów           | Chorzów           | Chorzów            | Chorzów           | 23 - 25 giugno (1ª divisione) 20 - 22 giugno (2ª e 3ª divisione)                          |
| 11       | 2025 | Madrid            | Madrid            | Maribor            | Maribor           | 26 - 29 giugno (1ª divisione) 28 - 29 giugno (2ª divisione) 24 - 25 giugno (3ª divisione) |

## Struttura

In verde, le nazioni che hanno ospitato almeno un'edizione della Super League dei campionati europei a squadre di atletica leggera

Si tratta di una manifestazione continentale di atletica leggera per squadre nazionali che raggruppa tutti i paesi europei (con federazioni membri della European Athletic Association).
La struttura della manifestazione, ereditata per certi aspetti dalla vecchia Coppa Europa ha tuttavia subito diverse modifiche rispetto alla formula proposta da quest'ultima competizione. Le maggiori novità consistono nell'attribuzione di un trofeo unico (non più quindi uno maschile e uno femminile), nell'allargamento della competizione a 12 nazionali (con tre retrocessioni in First League) e la creazione di un vero e proprio ranking delle nazioni europee. Inoltre sono introdotte delle innovazioni (tipo eliminazioni) in alcune singole gare.
La classifica per determinare la qualificazione alla prima edizione del 2009 è stata stilata combinando i risultati sia maschili che femminili dell'ultima edizione di Coppa Europa (2008). Dato che i paesi partecipanti sono 46, sono stati assegnati 46 punti al vincitore, 45 al secondo e così via.

## Regolamento
2009
- 12 nazioni partecipanti;
- 40 gare: le stesse 20 sia maschili che femminili (12 su pista, di cui 2 staffette, ed 8 concorsi);
- assegnazione di 12 punti al primo classificato di ogni gara e così a scalare fino all'ultimo (se con misura o se arrivato all'arrivo)
- un'unica classifica maschile e femminile;
- nelle gare di mezzofondo al quintultimo, quartultimo e terzultimo giro, chi transita in ultima posizione viene fermato, ma comunque classificato;
- eliminazione del cartellino giallo alla prima falsa partenza, se un atleta fa una falsa partenza viene subito squalificato;
- nei salti in alto (alto e asta) si possono commettere solo 4 errori, pena l'eliminazione, indipendentemente dalla misura (resta sempre 3 il numero di prove disponibili per ogni misura);
- nei salti in lungo (lungo e triplo) e nei lanci solo i primi 6 accedono al 3º salto e solo i primi 4 hanno a disposizione un 4º ed ultimo tentativo.

Dal 2010
Resta il regolamento del 2009, ma viene annullata l'eliminazione progressiva nelle gare di corsa e nei concorsi tutti hanno a disposizione almeno 3 tentativi, mentre viene confermato che solo i primi 4 hanno a disposizione un 4º tentativo. Nel 2021 si ritorna alla formula ad 8 squadre.
Dal 2023
- Tre divisioni invece di 4 leghe, le 2 prime divisioni sono composte di 16 squadre ciascuna;
- Assegnazione di 16 punti al primo classificato di ogni gara e così a scalare fino all'ultimo (se con misura o se arrivato all'arrivo);
- Nel salto in lungo e triplo e nei lanci i primi 8 (alla fine del 3º turno) possono effettuare il 4º e 5º tentativo, mentre alla fine del 5º turno solo i primi 4 hanno a disposizione il 6º tentativo;
- Nel salto in alto e salto con l'asta si possono commettere solo 4 errori totali, pena l'eliminazione, indipendentemente dalla misura (resta sempre 3 il numero di prove disponibili per ogni misura). Nel caso un'atleta rimanga da solo in gara, la regola dei 4 errori totali non vale più.

## Albo d'oro
| Edizione | Anno | Vincitore Super League | Vincitore First League | Vincitore Second League | Vincitore Third League |
| -------- | ---- | ---------------------- | ---------------------- | ----------------------- | ---------------------- |
| 1        | 2009 | Germania               | Bielorussia            | Lituania                | Israele                |
| 2        | 2010 | Russia                 | Rep. Ceca              | Svizzera                | Danimarca              |
| 3        | 2011 | Germania               | Grecia                 | Estonia                 | Israele                |
| 4        | 2013 | Germania               | Rep. Ceca              | Slovenia                | Slovacchia             |
| 5        | 2014 | Germania               | Norvegia               | Svizzera                | Cipro                  |
| 6        | 2015 | Russia                 | Rep. Ceca              | Danimarca               | Austria                |
| 7        | 2017 | Germania               | Svezia                 | Ungheria                | Lussemburgo            |
| 8        | 2019 | Polonia                | Portogallo             | Estonia                 | Islanda                |
| 9        | 2021 | Polonia                | Rep. Ceca              | Ungheria                | Serbia                 |
| Edizione | Anno | Vincitore 1ª divisione | Vincitore 1ª divisione | Vincitore 2ª divisione  | Vincitore 3ª divisione |
| 10       | 2023 | Italia                 | Italia                 | Ungheria                | Irlanda                |
| 11       | 2025 | Italia                 | Italia                 | Belgio                  | Islanda                |

## Piazzamenti per nazione
Di seguito sono elencati i piazzamenti ottenuti dalle varie nazioni in Super League (fino al 2021) e in 1ª divisione (dal 2023):
| Nazione       | 2009 | 2010 | 2011 | 2013 | 2014 | 2015 | 2017 | 2019 | 2021 | 2023 | 2025 |
| ------------- | ---- | ---- | ---- | ---- | ---- | ---- | ---- | ---- | ---- | ---- | ---- |
| Belgio        |      |      |      |      |      |      |      |      |      | 14   |      |
| Bielorussia   |      | 9    | 10   | 12   |      | 9    | 10   |      |      | dq   | dq   |
| Finlandia     |      | 12   |      |      |      | 11   |      | 11   |      | 11   | 15   |
| Francia       | 3    | 4    | 4    | 5    | 4    | 3    | 3    | 3    | 6    | 7    | 7    |
| Germania      | 1    | 3    | 1    | 1    | 1    | 2    | 1    | 2    | 4    | 3    | 3    |
| Gran Bretagna | 2    | 2    | 5    | 2    | 5    | 5    | 4    | 5    | 3    | 5    | 5    |
| Grecia        | 9    | 11   |      | 10   |      |      | 9    | 10   |      | 13   | 12   |
| Italia        | 5    | 6    | 8    | 7    | 7    | 6    | 6    | 4    | 2    | 1    | 1    |
| Norvegia      |      | 10   |      | 11   |      | 12   |      |      |      | 16   |      |
| Paesi Bassi   |      |      |      |      | 11   |      | 11   |      |      | 6    | 4    |
| Polonia       | 4    | 7    | 6    | 4    | 3    | 4    | 2    | 1    | 1    | 2    | 2    |
| Portogallo    | 11   |      | 11   |      |      |      |      |      | 7    | 8    | 8    |
| Rep. Ceca     | 10   |      | 9    |      | 10   |      | 7    | 8    |      | 9    | 11   |
| Russia        | 8    | 1    | 2    | 3    | 2    | 1    | dq   | dq   | dq   | dq   | dq   |
| Spagna        | 7    | 8    | 7    | 8    | 8    | 8    | 5    | 6    | 5    | 4    | 6    |
| Svezia        | 12   |      | 12   |      | 9    | 10   |      | 9    |      | 10   | 9    |
| Svizzera      |      |      |      |      |      |      |      | 12   |      | 12   | 10   |
| Turchia       |      |      |      | 9    | 12   |      |      |      |      | 15   |      |
| Ucraina       | 6    | 5    | 3    | 6    | 6    | 7    | 8    | 7    | dns  |      | 14   |

## Medagliere
Aggiornato al 2025
| Posiz. | Nazione     | Oro | Argento | Bronzo | Totale |
| ------ | ----------- | --- | ------- | ------ | ------ |
| 1      | Germania    | 5   | 2       | 3      | 10     |
| 2      | Russia      | 2   | 2       | 1      | 5      |
| 2      | Polonia     | 2   | 3       | 1      | 6      |
| 4      | Italia      | 2   | 1       | 0      | 3      |
| 5      | Regno Unito | 0   | 3       | 1      | 4      |
| 6      | Francia     | 0   | 0       | 4      | 4      |
| 7      | Ucraina     | 0   | 0       | 1      | 1      |
| Totale | Totale      | 11  | 11      | 11     | 33     |

## Record

### Maschili
Statistiche aggiornate a Chorzów 2023.
| Specialità             | Prestazione        | Atleta                                                            | Nazione                       | Data           | Luogo                      |
| ---------------------- | ------------------ | ----------------------------------------------------------------- | ----------------------------- | -------------- | -------------------------- |
| 100 m piani            | 9"95 (+1,0 m/s)    | Christophe Lemaitre                                               | Francia                       | 18 giugno 2011 | Stoccolma, Svezia          |
| 200 m piani            | 20"20 (+1,3 m/s)   | Ramil Guliyev                                                     | Turchia                       | 25 giugno 2017 | Vaasa, Finlandia           |
| 400 m piani            | 44"88              | Håvard Bentdal Ingvaldsen                                         | Norvegia                      | 23 giugno 2023 | Chorzów, Polonia           |
| 800 m piani            | 1'45"11            | Giordano Benedetti                                                | Italia                        | 21 giugno 2015 | Čeboksary, Russia          |
| 1 500 m piani          | 3'36"95            | Mohamed Katir                                                     | Spagna                        | 24 giugno 2023 | Chorzów, Polonia           |
| 3 000 m piani          | 7'50"99            | Richard Ringer                                                    | Germania                      | 22 giugno 2014 | Braunschweig, Germania     |
| 5 000 m piani          | 13'17"23           | Yemaneberhan Crippa                                               | Italia                        | 29 maggio 2021 | Chorzów, Polonia           |
| 3 000 m siepi          | 8'25"50            | Yoann Kowal                                                       | Francia                       | 22 giugno 2014 | Braunschweig, Germania     |
| 110 m ostacoli         | 13"12 (+0,4 m/s)   | Jason Joseph                                                      | Svizzera                      | 24 giugno 2023 | Chorzów, Polonia           |
| 400 m ostacoli         | 48"14              | Alessandro Sibilio                                                | Italia                        | 24 giugno 2023 | Chorzów, Polonia           |
| Salto in alto          | 2,35 m             | Dmytro Demjanjuk                                                  | Ucraina                       | 18 giugno 2011 | Stoccolma, Svezia          |
| Salto con l'asta       | 6,01 m             | Renaud Lavillenie                                                 | Francia                       | 21 giugno 2009 | Leiria, Portogallo         |
| Salto in lungo         | 8,38 m (+0,1 m/s)  | Miltiadīs Tentoglou                                               | Grecia                        | 19 giugno 2021 | Cluj-Napoca, Romania       |
| Salto triplo           | 17,59 m (+0,6 m/s) | Nelson Évora                                                      | Portogallo                    | 21 giugno 2009 | Leiria, Portogallo         |
| Getto del peso         | 21,83 m            | Michał Haratyk                                                    | Polonia                       | 10 agosto 2019 | Bydgoszcz, Polonia         |
| Lancio del disco       | 69,94 m            | Kristjan Čeh                                                      | Slovenia                      | 21 giugno 2023 | Chorzów, Polonia           |
| Lancio del martello    | 82,98 m            | Paweł Fajdek                                                      | Polonia                       | 30 maggio 2021 | Chorzów, Polonia           |
| Lancio del giavellotto | 96,29 m            | Johannes Vetter                                                   | Germania                      | 29 maggio 2021 | Chorzów, Polonia           |
| Staffetta 4×100 m      | 38"08              | Chijindu Ujah Zharnel Hughes Daniel Talbot Harry Aikines-Aryeetey | Regno Unito Squadra nazionale | 24 giugno 2017 | Villeneuve-d'Ascq, Francia |
| Staffetta 4×400 m      | 3'00"47            | Mame-Ibra Anne Teddy Venel Mamoudou Hanne Thomas Jordier          | Francia Squadra nazionale     | 21 giugno 2015 | Čeboksary, Russia          |

### Femminili
Statistiche aggiornate a Chorzów 2023.
| Specialità             | Prestazione        | Atleta                                                              | Nazione                    | Data           | Luogo                       |
| ---------------------- | ------------------ | ------------------------------------------------------------------- | -------------------------- | -------------- | --------------------------- |
| 100 m piani            | 11"09 (+0,1 m/s)   | Ewa Swoboda                                                         | Polonia                    | 23 giugno 2023 | Chorzów, Polonia            |
| 200 m piani            | 22"45 (-0,4 m/s)   | Dafne Schippers                                                     | Paesi Bassi                | 21 giugno 2015 | Candia, Grecia              |
| 400 m piani            | 49"82              | Femke Bol                                                           | Paesi Bassi                | 23 giugno 2023 | Chorzów, Polonia            |
| 800 m piani            | 1'58"62            | Yuliya Krevsun                                                      | Ucraina                    | 20 giugno 2009 | Leiria, Portogallo          |
| 1 500 m piani          | 4'05"32            | Hanna Miščenko                                                      | Ucraina                    | 20 giugno 2010 | Bergen, Norvegia            |
| 3 000 m piani          | 8'45"24            | Sifan Hassan                                                        | Paesi Bassi                | 21 giugno 2014 | Braunschweig, Germania      |
| 5 000 m piani          | 15'09"31           | Elvan Abeylegesse                                                   | Turchia                    | 20 giugno 2010 | Budapest, Ungheria          |
| 3 000 m siepi          | 9'17"31            | Luiza Gega                                                          | Albania                    | 22 giugno 2023 | Chorzów, Polonia            |
| 100 m ostacoli         | 12"62 (+1,3 m/s)   | Ėl'vira Herman                                                      | Bielorussia                | 20 giugno 2021 | Cluj-Napoca, Romania        |
| 400 m ostacoli         | 53"70              | Vanja Stambolova                                                    | Bulgaria                   | 18 giugno 2011 | Novi Sad, Serbia            |
| Salto in alto          | 2,04 m             | Blanka Vlašić                                                       | Croazia                    | 21 giugno 2009 | Banská Bystrica, Slovacchia |
| Salto con l'asta       | 4,75 m             | Anna Rogowska                                                       | Polonia                    | 18 giugno 2011 | Stoccolma, Svezia           |
| Salto con l'asta       | 4,75 m             | Silke Spiegelburg                                                   | Germania                   | 18 giugno 2011 | Stoccolma, Svezia           |
| Salto con l'asta       | 4,75 m             | Silke Spiegelburg                                                   | Germania                   | 20 giugno 2015 | Čeboksary, Russia           |
| Salto in lungo         | 6,95 m (+1,6 m/s)  | Dar'ja Klišina                                                      | Russia                     | 21 giugno 2015 | Čeboksary, Russia           |
| Salto triplo           | 14,87 m (+1,7 m/s) | Ekaterina Koneva                                                    | Russia                     | 20 giugno 2015 | Čeboksary, Russia           |
| Getto del peso         | 19,82 m            | Christina Schwanitz                                                 | Germania                   | 21 giugno 2015 | Čeboksary, Russia           |
| Lancio del disco       | 68,58 m            | Sandra Perković                                                     | Croazia                    | 10 agosto 2019 | Varaždin, Croazia           |
| Lancio del martello    | 78,28 m            | Anita Włodarczyk                                                    | Polonia                    | 21 giugno 2015 | Čeboksary, Russia           |
| Lancio del giavellotto | 69,19 m            | Christin Hussong                                                    | Germania                   | 30 maggio 2021 | Chorzów, Polonia            |
| Staffetta 4×100 m      | 42"47              | Lara Matheis Alexandra Burghardt Gina Lückenkemper Rebekka Haase    | Germania Squadra nazionale | 24 giugno 2017 | Villeneuve-d'Ascq, Francia  |
| Staffetta 4×400 m      | 3'23"76            | Ksenija Zadorina Natalya Ivanova Natal'ja Antjuch Kseniya Aksyonova | Russia Squadra nazionale   | 20 giugno 2010 | Bergen, Norvegia            |

### Misti
Statistiche aggiornate a Chorzów 2023.
| Specialità              | Prestazione | Atleta                                                  | Nazione                     | Data           | Luogo            |
| ----------------------- | ----------- | ------------------------------------------------------- | --------------------------- | -------------- | ---------------- |
| Staffetta 4×400 m mista | 3'12"34     | Matěj Krsek Tereza Petržilková Vit Müller Lada Vondrová | Rep. Ceca Squadra nazionale | 25 giugno 2023 | Chorzów, Polonia |